# Lichenometrie

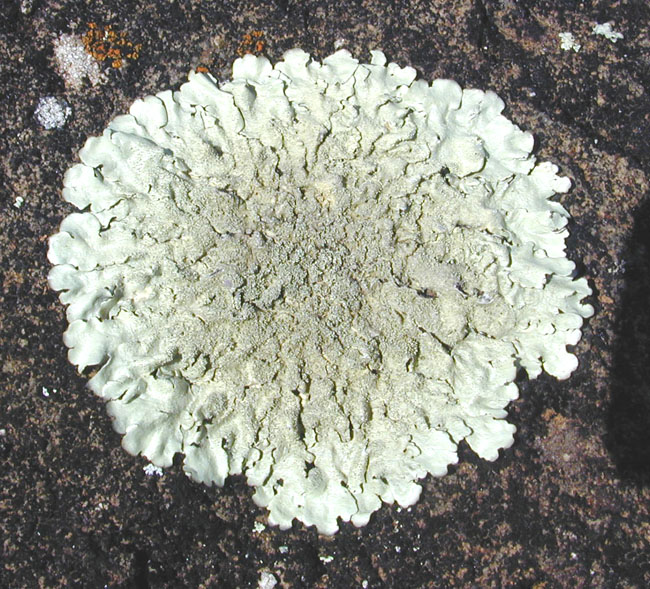
Dit korstmos op basalt kan helpen om te bepalen hoelang het gesteente aan het oppervlak ligt.

Lichenometrie (van het Oudgriekse lichè, korstmos en metrein, meten) is een absolute en incrementele dateringsmethode in de archeologie, geologie en sedimentologie, waarmee kan worden bepaald hoelang een gesteente is blootgesteld aan atmosferische omstandigheden. Men gebruikt de grootte van korstmossen als indicator voor de ouderdom van het gesteente of substraat waarop ze groeien.
De methode werd voor het eerst gebruikt door de Noorse botanicus Knut Fægri in 1933, waardoor deze de Vader van de Lichenometrie wordt genoemd.

## Principe
Er wordt gebruikgemaakt van de groeisnelheid van korstmos- of algenkolonies, aangezien die immers met een constante (trage) snelheid groeien (tussen 1 en 2 millimeter per jaar), zodat men de ouderdom van het substraat vrij nauwkeurig kan bepalen. Deze snelheid bepaalt men met hulp van gedateerde gesteentes, waarop korstmossen groeien. Door het meten van de diameter van de grootste korstmossen op een gesteente, kan de absolute ouderdom van het gesteente bepaald worden. De volgende formule leidt tot de ouderdom van het gesteente:
{\displaystyle A={\frac {D}{V}}}
met {\displaystyle A\,} = ouderdom van het substraat (in jaren), {\displaystyle D\,} = diameter van het korstmos (in millimeter) en {\displaystyle V\,} = de groeisnelheid van het korstmos (in millimeter per jaar).

## Toepassingen
Lichenometrie wordt aangewend voor ouderdomsbepaling van glaciale afzettingen in toendragebieden of hoelang geleden het landoppervlak vrijgekomen was van de bedekkende gletsjers uit de laatste ijstijd (hier zijn andere dateringsmethoden meestal niet mogelijk), veranderingen in het waterpeil van meren, rivieren en zeeën en aardverschuivingen. De factoren waarvan deze techniek afhangt zijn het soort korstmos (sommige korstmossen groeien niet gelijkmatig) en de klimatologische omstandigheden.

## Nadelen
Er is een aantal nadelen aan deze methode verbonden:
- Men kan vaak niet verder terug dan 9000 jaar in de tijd gaan, aangezien de resultaten niet accuraat meer zijn. Als men verder wil gaan in de tijd, worden vaak de koolstof-14-datering of varventelling toegepast.
- Het is vaak moeilijk om het soort korstmos te onderscheiden, aangezien verschillende soorten veel op elkaar lijken.
- Naarmate het gesteenteoppervlak meer door korstmossen wordt bedekt, neemt een soort natuurlijke competitie toe. De korstmossen scheiden dan stoffen af, waardoor de groei van de nabijgelegen korstmossen bemoeilijkt of zelfs gestopt wordt. De groeisnelheid neemt af en zo kan er in de berekening een relatieve fout optreden, waardoor men de indruk krijgt dat het onderliggende gesteente relatief jong is.
- Als korstmossen zeer oud worden, neemt hun groeisnelheid af. Dit leidt tot een onderschatting van de ouderdom van het substraat.